# Hogarth's House

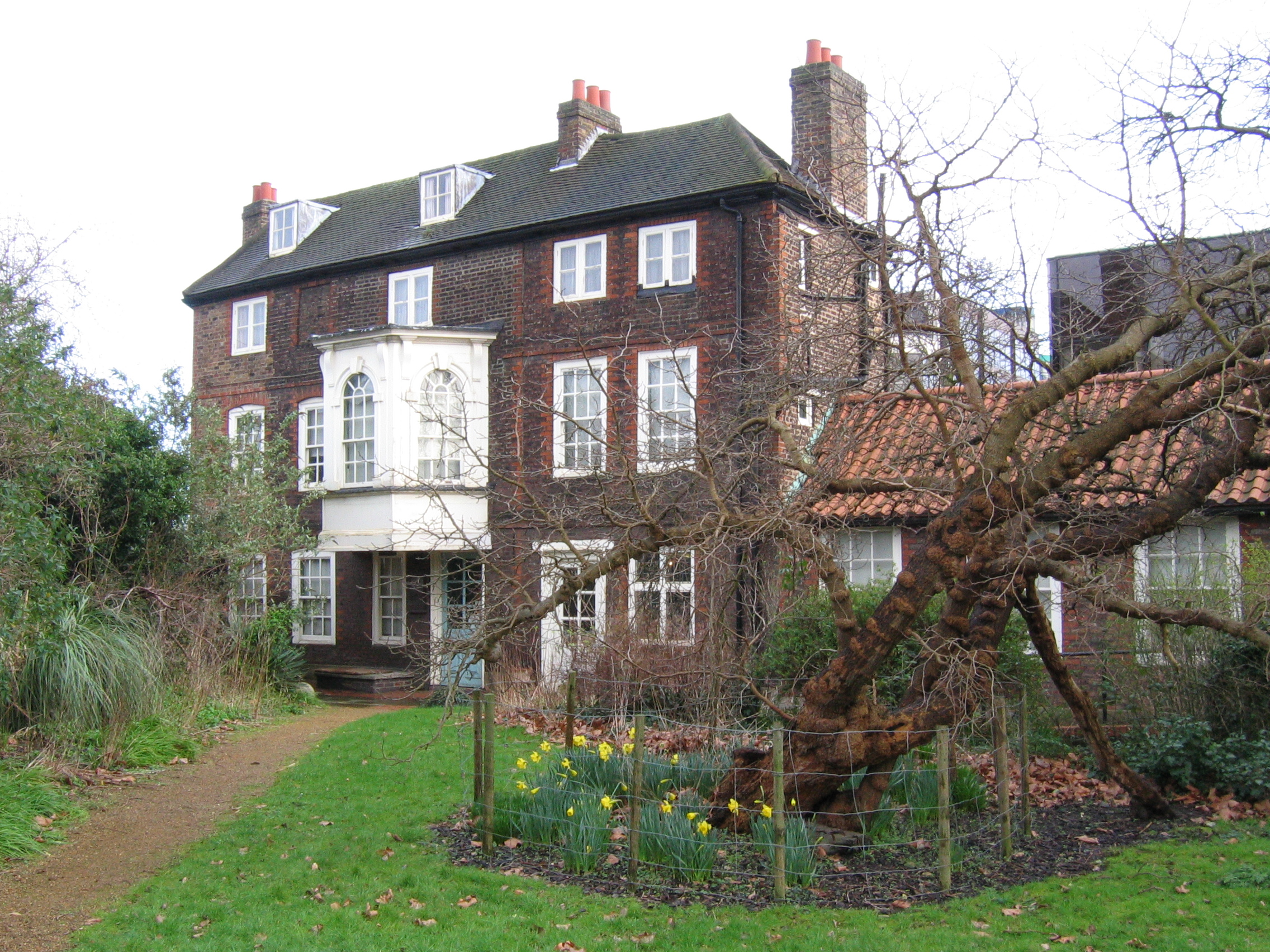
Casa de Hogarth. A árvore em frente é uma amoreira que esteve presente na época de Hogarth e tem alguma fama local.

A Hogarth's House é a antiga casa de campo do artista inglês do século XVIII, William Hogarth, em Chiswick, ao lado da A4. A casa agora pertence ao bairro londrino de Hounslow e está aberta aos visitantes como uma casa-museu histórica gratuitamente. Chiswick é agora um dos subúrbios a oeste de Londres, mas no século XVIII era uma grande vila ou pequena cidade bem separada da metrópole, mas de fácil acesso. Hoje a casa é um edifício listado como Grau I.